# Municipio de Falconer
El municipio de Falconer (en inglés: Falconer Township) es un municipio ubicado en el condado de Grand Forks en el estado estadounidense de Dakota del Norte. En el año 2010 tenía una población de 304 habitantes y una densidad poblacional de 9,38 personas por km².

## Geografía
El municipio de Falconer se encuentra ubicado en las coordenadas 47°59′3″N 97°4′38″O / 47.98417, -97.07722. Según la Oficina del Censo de los Estados Unidos, el municipio tiene una superficie total de 32.4 km², de la cual 32,05 km² corresponden a tierra firme y (1,09 %) 0,35 km² es agua.

## Demografía
Según el censo de 2010, había 304 personas residiendo en el municipio de Falconer. La densidad de población era de 9,38 hab./km². De los 304 habitantes, el municipio de Falconer estaba compuesto por el 96,71 % blancos, el 0,66 % eran amerindios, el 0,66 % eran asiáticos, el 0,99 % eran de otras razas y el 0,99 % eran de una mezcla de razas. Del total de la población el 1,64 % eran hispanos o latinos de cualquier raza.